# Dansk Kirke i Sydslesvig
Dansk Kirke i Sydslesvig er et forbund af 22 danske menigheder i Sydslesvig med omtrent 5.500 medlemmer fordelt over 20 pastorater med 19 præster. Kirken hører under Haderslev Stift og er tilsluttet Danske Sømands- og Udlandskirker. Hovedkirken er Helligåndskirken i Flensborg.

## Historie
Med reformationen blev kirkesproget i de sydlige dele af det daværende Hertugdømmet Slesvig / Sønderjylland tysk, selvom folkesproget for størstedelen var dansk. I årene 1851-1864 blev der i de områder, hvor der endnu blev talt dansk, indført blandet kirkesprog, således at der skiftevis skulle prædikes på dansk og tysk. Efter den 2. Slesvigske krig i 1864 blev kirkesproget i Sydslesvig igen (udelukkende) tysk.
I 1905 blev Kirkeligt Samfund for Flensborg og Omegn oprettet. Formålet var at oprette danske valgmenigheder inden for den nu tyske kirke. Det mødte modstand fra den tyske kirke, og derfor stiftedes efter de slesvigske folkeafstemmninger i 1921 Den Danske Menighed for Flensborg. Det kirkelige arbejde blev i de følgende år udvidet til at omfatte hele Sydslesvig. Derudover oprettedes 1923 en dansk frimenighed i Valsbøl. I 2025 fandtes der 22 selvstændige danske menigheder under Dansk Kirke i Sydslesvig.
De danske menigheder i Sydslesvig bruger den danske salmebog og den danske gudstjenesteordning. Derudover udgav kirkens Grundtvigværksted i 1995 en dansk-tysk salmebog med cirka 140 danske salmer. Præsterne er uddannet på de danske teologiske fakulteter. Siden 1946 mødes repræsentanter for de danske menigheder i Sydslesvig til en årlig kirkedag i Slesvig by.

## Provster
- 1950-1962 Anton Westergaard-Jacobsen (1895-1976)
- 1962-1969 Hans Kvist (1911-1980), efterfølgende biskop i Roskilde
- 1970-1979 Ingemann Christensen (1909-1995)
- 1979-1993 Christian Benjamin Karstoft (f. 27. april 1923)
- 1993-2018 Viggo Jacobsen (f. 4. januar 1953)
- 2019 - Hasse Neldeberg Jørgensen (f. 14. november 1956)[4]